# 丁傳靖
丁傳靖（1870年—1930年），字修甫，號闇公，別署滄桑詞客、貪嗔痴阿羅漢、招隱行腳僧。江蘇丹徒人。清代書法家。
與吳庠、叶玉森齊名，人称“鐵甕三子”。光绪二十三年（1897年）副贡。宣統元年（1909年），參加全國舉貢獻考，在預考中名列江蘇第一，前往北京參加禮部考試，竟意外落榜。事後考官吳昌綏承認疏失，引咎前往道歉，並願奉丁為師。光緒二十三年（1897年），陳寶琛薦為禮學館纂修，在北京时常到琉璃厂搜罗古书，積至數萬册。後寓居津門。民國三年（1914年），因胡嗣瑗之薦，冯国璋聘任為江苏省督军府秘书。民國六年（1917年）改聘为北洋政府总统府秘书，兼國史馆纂修。工書法，不訂潤例，求字者洛繹不絕。尤工戏曲，創作《霜天碧》、《沧桑艳》、《七昙果》等传奇。著有《聞公詩存》、《宋人軼事彙編》、《甲乙之際宮閨錄》等。其三子丁瑗將藏书贈予镇江绍宗藏书楼。